# Clásico del fútbol turco
El clásico del fútbol turco, popularmente conocido como Kıtalararası Derbi (en castellano: «Derbi Intercontinental») es el partido de fútbol que enfrenta a los dos clubes más importantes y populares de Turquía: el Fenerbahçe y el Galatasaray, que son los principales equipos de la parte asiática y europea de Estambul, respectivamente.
Se trata, además, de dos de los clubes más exitosos de la Süper Lig turca. También es un derbi local, uno de los muchos que existen en la ciudad de Estambul. Este partido ya tiene más de un siglo de historia y atrae en cada edición a grandes cantidades de espectadores, lo que le ha convertido en una de las rivalidades más intensas del mundo del fútbol.

## Datos de los clubes
Galatasaray
- Nombre completo: Galatasaray Spor Kulübü
- Fundación: 1 de octubre de 1905 (119 años)
- Estadio: Nef Stadium (53.798 espectadores)
- Torneos regionales (18): 15 Ligas de Estambul, 2 Copas de Estambul, 1 Escudo de Estambul.
- Torneos nacionales (65): 24 Superligas; 18 Copas de Turquía; 17 Supercopas de Turquía y 5 Copas del Canciller (Başbakanlık Kupası):1 División Nacional de Liga (Millî Küme).
- Torneos internacionales (2): 1 Liga Europea de la UEFA y 1 Supercopa de Europa.
- Clasificación histórica en Champions League: º21

### Fenerbahçe
- Nombre completo: Fenerbahçe Spor Kulübü
- Fundación: 3 de mayo de 1907 (118 años)
- Estadio: Estadio Şükrü Saracoğlu (47.544 espectadores)
- Torneos regionales (21): 16 Ligas de Estambul, 1 Copa de Estambul, 4 Escudos de Estambul,
- Torneos nacionales (54): 19 Superligas; 7 Copas de Turquía,1 Copas SporToto, 1 Copas Atatürk; 9 Supercopas de Turquía y 8 Copas del Canciller (Başbakanlık Kupası): 3 Campeonatos Nacionales (Türkiye Futbol Şampiyonası), 6 Divisiones Nacionales de Liga (Millî Küme).
- Torneos internacionales (1): 1 Copa de los Balcanes
- Clasificación histórica en Champions League: º41

## Últimos partidos oficiales
| Torneo    | Local       | Visitante   | Fecha    | Resultado |
| --------- | ----------- | ----------- | -------- | --------- |
| Superliga | Galatasaray | Fenerbahce  | 27/09/20 | 0:0       |
| Superliga | Fenerbahce  | Galatasaray | 06/02/21 | 0:1       |
| Superliga | Galatasaray | Fenerbahce  | 21/11/21 | 1:2       |
| Superliga | Fenerbahce  | Galatasaray | 10/04/22 | 2:0       |
| Superliga | Fenerbahce  | Galatasaray | 08/01/23 | 0:3       |
| Superliga | Galatasaray | Fenerbahce  | 04/06/23 | 3:0       |
| Superliga | Fenerbahce  | Galatasaray | 24/12/23 | 0:0       |
| Supercopa | Galatasaray | Fenerbahce  | 07/04/24 | 3:0       |
| Superliga | Galatasaray | Fenerbahce  | 19/05/24 | 0:1       |
| Superliga | Fenerbahce  | Galatasaray | 21/09/24 | 1:3       |

## Estadísticas
Actualizado el 21 de septiembre de 2024

|                            | Encuentros | Ganados Fenerbahçe | Empates | Ganados Galatasaray | Goles Fenerbahçe | Goles Galatasaray |
| -------------------------- | ---------- | ------------------ | ------- | ------------------- | ---------------- | ----------------- |
| Superliga de Turquía       | 135        | 53                 | 44      | 38                  | 164              | 133               |
| Copa de Turquía            | 26         | 3                  | 10      | 13                  | 28               | 42                |
| Supercopa de Turquía       | 7          | 1                  | 2       | 4                   | 5                | 12                |
| Copa Federación (Turquía)  | 3          | 1                  | 0       | 2                   | 6                | 7                 |
| Liga de Fútbol de Estambul | 82         | 33                 | 24      | 25                  | 134              | 118               |
| Clúster nacional           | 20         | 8                  | 7       | 5                   | 26               | 26                |
| Trofeo del Primer Ministro | 3          | 2                  | 1       | 0                   | 5                | 3                 |
| Spor Toto Cup              | 2          | 0                  | 2       | 0                   | 2                | 2                 |
| Trofeo del 50 aniversario  | 1          | 0                  | 1       | 0                   | 0                | 0                 |
| Partidos amistosos         | 122        | 48                 | 32      | 42                  | 172              | 159               |
| Total                      | 401        | 149                | 123     | 129                 | 542              | 502               |

### Mayores goleadas
| Local       | Resultado | Visita      | Fecha                   |
| ----------- | --------- | ----------- | ----------------------- |
| Galatasaray | 7-0       | Fenerbahçe  | 12 de febrero de 1911   |
| Galatasaray | 6–0       | Fenerbahçe  | 4 de mayo de 1913       |
| Fenerbahçe  | 6–0       | Galatasaray | 6 de noviembre de 2002  |
| Fenerbahçe  | 1–6       | Galatasaray | 12 de febrero de 1911   |
| Galatasaray | 6–1       | Fenerbahçe  | 20 de octubre de 1914   |
| Fenerbahçe  | 6–1       | Galatasaray | 23 de febrero de 1936   |
| Fenerbahçe  | 6–1       | Galatasaray | 12 de diciembre de 1976 |
| Galatasaray | 5–0       | Fenerbahçe  | 15 de marzo de 1942     |
| Galatasaray | 5–0       | Fenerbahçe  | 18 de diciembre de 1960 |
| Fenerbahçe  | 5–0       | Galatasaray | 16 de agosto de 1980    |

### Triunfos consecutivos
| Partidos | Club        | Periodo                                       |
| -------- | ----------- | --------------------------------------------- |
| 7        | Galatasaray | 17 de enero de 1909 al 26 de octubre de 1913  |
| 6        | Galatasaray | 1 de junio de 1941 al 17 de mayo de 1942      |
| 5        | Fenerbahçe  | 30 de junio de 1922 al 2 de noviembre de 1923 |
| 5        | Fenerbahçe  | 16 de agosto de 1976 al 9 de enero de 1977    |

### Empates consecutivos
| Partidos | Periodo                                          |
| -------- | ------------------------------------------------ |
| 4        | 21 de octubre de 1951 al 30 de noviembre de 1952 |
| 4        | 19 de agosto de 1964 al 27 de junio de 1965      |
| 4        | 22 de enero de 1984 al 30 de septiembre de 1984  |
| 4        | 6 de octubre de 1985 al 13 de agosto de 1986     |

### Partidos consecutivos sin empates
| Partidos | Periodo                                         |
| -------- | ----------------------------------------------- |
| 20       | 22 de diciembre de 1916 al 15 de agosto de 1924 |
| 14       | 17 de mayo de 1989 al 21 de agosto de 1993      |

### Partidos invicto
| Partidos | Club        | Periodo                                        |
| -------- | ----------- | ---------------------------------------------- |
| 18       | Fenerbahçe  | 17 de mayo de 1942 al 1 de diciembre de 1946   |
| 14       | Fenerbahçe  | 9 de mayo de 1976 al 19 de enero de 1980       |
| 13       | Fenerbahçe  | 29 de abril de 1973 al 14 de diciembre de 1975 |
| 11       | Galatasaray | 20 de noviembre de 1942 al 22 de mayo de 1951  |

### Partidos con más goles
| Local       | Resultado | Visita      | Fecha                   |
| ----------- | --------- | ----------- | ----------------------- |
| Galatasaray | 6-2       | Fenerbahçe  | 25 de noviembre de 1939 |
| Galatasaray | 4–4       | Fenerbahçe  | 5 de junio de 1983      |
| Fenerbahçe  | 4–4       | Galatasaray | 7 de febrero de 2001    |

### Partidos consecutivos con la valla invicta
| Partidos | Club        | Periodo                                       |
| -------- | ----------- | --------------------------------------------- |
| 7        | Galatasaray | 17 de enero de 1909 al 26 de octubre de 1913  |
| 5        | Fenerbahçe  | 30 de junio de 1922 al 2 de noviembre de 1923 |
| 5        | Fenerbahçe  | 3 de enero de 1943 al 6 de febrero de 1944    |

### Partidos consecutivos anotando
| Partidos | Club        | Periodo                                        |
| -------- | ----------- | ---------------------------------------------- |
| 22       | Fenerbahçe  | 2 de octubre de 1914 al 2 de noviembre de 1923 |
| 21       | Fenerbahçe  | 18 de agosto de 1990 al 22 de octubre de 1995  |
| 15       | Fenerbahçe  | 16 de agosto de 1976 al 19 de enero de 1980    |
| 12       | Galatasaray | 30 de abril de 1946 al 26 de diciembre de 1930 |
| 12       | Galatasaray | 22 de marzo de 1989 al 18 de agosto de 1991    |

### Jugadores

#### Más partidos jugados
| Jugador                | Partidos | Club        |
| ---------------------- | -------- | ----------- |
| Turgay Şeren           | 54       | Galatasaray |
| Cüneyt Tanman          | 53       | Galatasaray |
| Esat Kaner             | 49       | Fenerbahçe  |
| Şeref Has              | 49       | Fenerbahçe  |
| Fikret Arıcan          | 46       | Fenerbahçe  |
| Müjdat Yetkiner        | 46       | Fenerbahçe  |
| Bülent Korkmaz         | 46       | Galatasaray |
| Zeki Rıza Sporel       | 45       | Fenerbahçe  |
| Lefter Küçükandonyadis | 44       | Fenerbahçe  |
| Nihat Bekdik           | 44       | Galatasaray |
| Metin Oktay            | 44       | Galatasaray |

#### Goleadores
| Jugador                | Goles | Club        |
| ---------------------- | ----- | ----------- |
| Zeki Rıza Sporel       | 27    | Fenerbahçe  |
| Alaaddin Baydar        | 24    | Fenerbahçe  |
| Lefter Küçükandonyadis | 20    | Fenerbahçe  |
| Metin Oktay            | 19    | Galatasaray |
| Hakan Şükür            | 16    | Galatasaray |
| Naci Bastoncu          | 15    | Fenerbahçe  |
| Tanju Çolak            | 14    | Galatasaray |
| Cemil Turan            | 14    | Fenerbahçe  |
| Osman Arpacıoğlu       | 12    | Fenerbahçe  |
| Cemil Gürgen Erlertürk | 12    | Galatasaray |
| Aykut Kocaman          | 12    | Fenerbahçe  |
| Emin Bülent Serdaroğlu | 12    | Galatasaray |

#### Más goles de un jugador en un partido
| Goles | Jugador                | Club        | Resultado | Fecha                    |
| ----- | ---------------------- | ----------- | --------- | ------------------------ |
| 4     | Celal Ibrahim          | Galatasaray | 7-0       | 12 de febrero de 1911    |
| 4     | Zeki Rıza Sporel       | Fenerbahçe  | 4-0       | 19 de septiembre de 1918 |
| 4     | Cemil Gürgen Erlertürk | Galatasaray | 4-0       | 24 de septiembre de 1939 |
| 4     | Metin Oktay            | Galatasaray | 5-0       | 18 de diciembre de 1960  |

## Futbolistas que jugaron en ambos equipos
| Jugador              | Fenerbahçe                    | Galatasaray                   |
| -------------------- | ----------------------------- | ----------------------------- |
| Dalaklı Hüseyin      | 1907-1911                     | 1911-1913                     |
| Galip Kulaksızoğlu   | 1907-1922                     | 1906-1907                     |
| Horace Armitage      | 1908                          | 1908-1911                     |
| Hikmet Topuzer       | 1909-1922                     | 1909                          |
| Hamit H. Kayacan     | 1912-1913                     | 1905-1912                     |
| Bekir Refet          | 1915-1916                     | 1921                          |
| Hasan Kâmil Sporel   | 1918-1923                     | 1910-1911                     |
| Niyazi Tamakan       | 1952-1960                     | 1960-1962                     |
| Naci Erdem           | 1953-1964                     | 1964-1966                     |
| Ismail Kurt          | 1960-1966                     | 1956-1960                     |
| Engin Verel          | 1975-1979 1983-1986           | 1973-1975                     |
| Raşit Çetiner        | 1978-1981                     | 1981-1986                     |
| Mehmet Oğuz          | 1979-1980                     | 1967-1979                     |
| Selçuk Yula          | 1979-1986                     | 1991-1993                     |
| Erhan Önal           | 1981-1982                     | 1985-1992                     |
| Güngör Tekin         | 1981-1983                     | 1975-1980                     |
| Erdoğan Arıca        | 1981-1986                     | 1977-1981                     |
| İlyas Tüfekçi        | 1983-1986                     | 1986-1990                     |
| Hasan Vezir          | 1988-1989                     | 1989-1991                     |
| Semih Yuvakuran      | 1990-1995                     | 1983-1990                     |
| Tanju Çolak          | 1991-1993                     | 1987-1991                     |
| Mustafa Yücedağ      | 1992-1993                     | 1990-1992                     |
| Ahmet Yıldırım       | 1993-1994                     | 1999-2001                     |
| Emre Aşık            | 1993-1996                     | 2000-2003 2006-2007 2008-2010 |
| Elvir Bolić          | 1995-2000                     | 1992-1993                     |
| Sedat Balkanlı       | 1996                          | 1994-1995                     |
| Benhur Babaoğlu      | 1996-1997                     | 1993-1994                     |
| Saffet Sancaklı      | 1996-1998                     | 1994-1995                     |
| Elvir Baljić         | 1998-1999                     | 2002-2004                     |
| Sergen Yalçın        | 1999-2000                     | 2000 2001-2002                |
| Abdullah Ercan       | 1999-2003                     | 2003-2004                     |
| Haim Revivo          | 2000-2002                     | 2002-2003                     |
| Fatih Akyel          | 2002-2004                     | 1997-2001                     |
| Stjepan Tomas        | 2003-2004                     | 2004-2007                     |
| Servet Çetin         | 2003-2006                     | 2007-2012                     |
| Mehmet Yozgatlı      | 2004-2007                     | 1999-2001                     |
| Colin Kâzım-Richards | 2007-2011                     | 2011-2012                     |
| Emre Belözoğlu       | 2008-2012 2013-2015 2019-2020 | 1994-2001                     |
| Caner Erkin          | 2010-2016 2020-2021           | 2009-2010                     |
| Mehmet Topal         | 2012-2019                     | 2006-2010                     |
| Burak Yılmaz         | 2008-2010                     | 2012-2016                     |
| Olcan Adın           | 2003-2008                     | 2014-2016                     |
| Bilal Kısa           | 2000-2003                     | 2015-2016                     |
| Şener Özbayraklı     | 2015-2019                     | 2019-2021                     |
| Tolga Cigerci        | 2018-2021                     | 2016-2018                     |
| Serdar Aziz          | 2019-present                  | 2016-2018                     |
| Garry Rodrigues      | 2019-2020                     | 2017-2019                     |
| Sinan Gümüş          | 2017-2019                     | 2014-2019                     |
| Emre Mor             | 2022-present                  | 2019-2020                     |
| Bruma                | 2022-2023                     | 2013-2017                     |
| Bartuğ Elmaz         | 2023-present                  | 2020-2022                     |
| Michy Batshuayi      | 2022-2024                     | 2024-present                  |

## Entrenadores que dirigieron ambos equipos
| Jugador              | Fenerbahçe          | Galatasaray         |
| -------------------- | ------------------- | ------------------- |
| Jozsef Svensk        | 1932-1935 1938-1939 | 1947                |
| Peter Molloy         | 1949-1951           | 1947-1949           |
| László Székely       | 1951-1953           | 1953-1954           |
| Tomislav Kaloperović | 1976-1978           | 1968-1970           |
| Tomislav Ivić        | 1995                | 1983-1984           |
| Mustafa Denizli      | 2000-2002           | 1987-1989 1990-1992 |